# Степаненко Микола Іванович (політик)

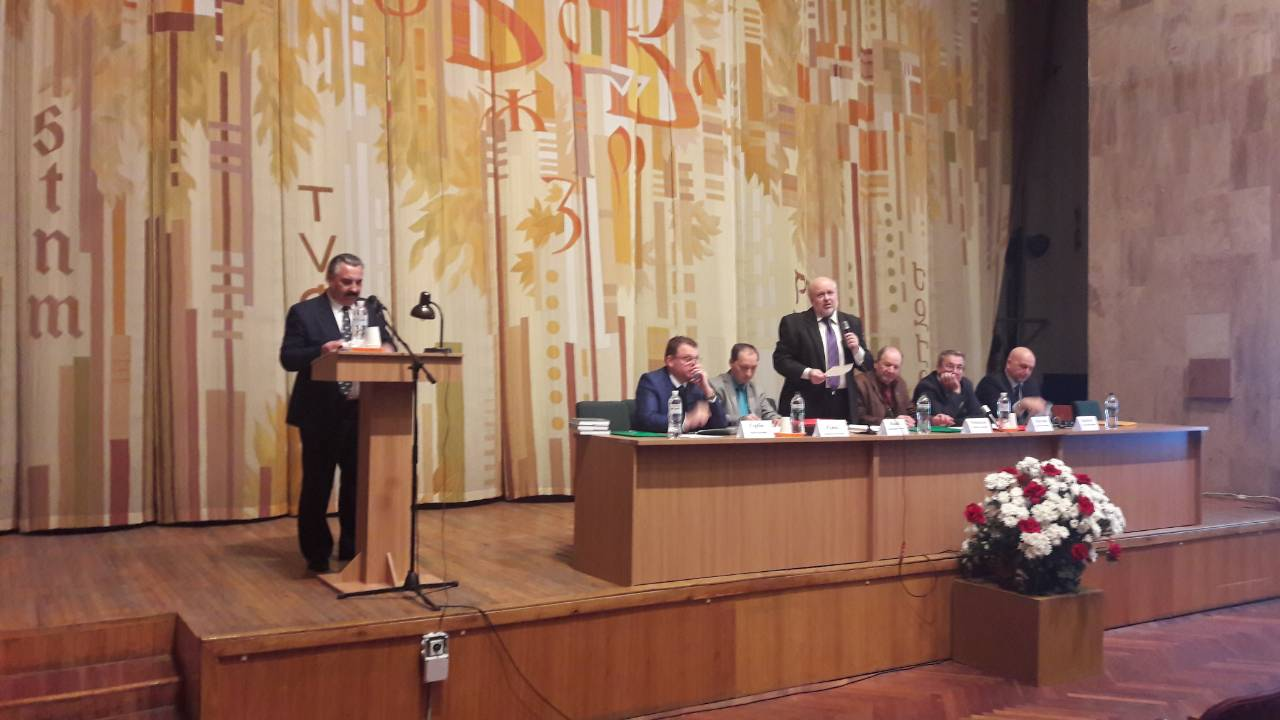
Виступ на Міжнародній науковій конференції «БІБЛІОТЕКА. НАУКА. КОМУНІКАЦІЯ. Стратегічні завдання розвитку наукових бібліотек»

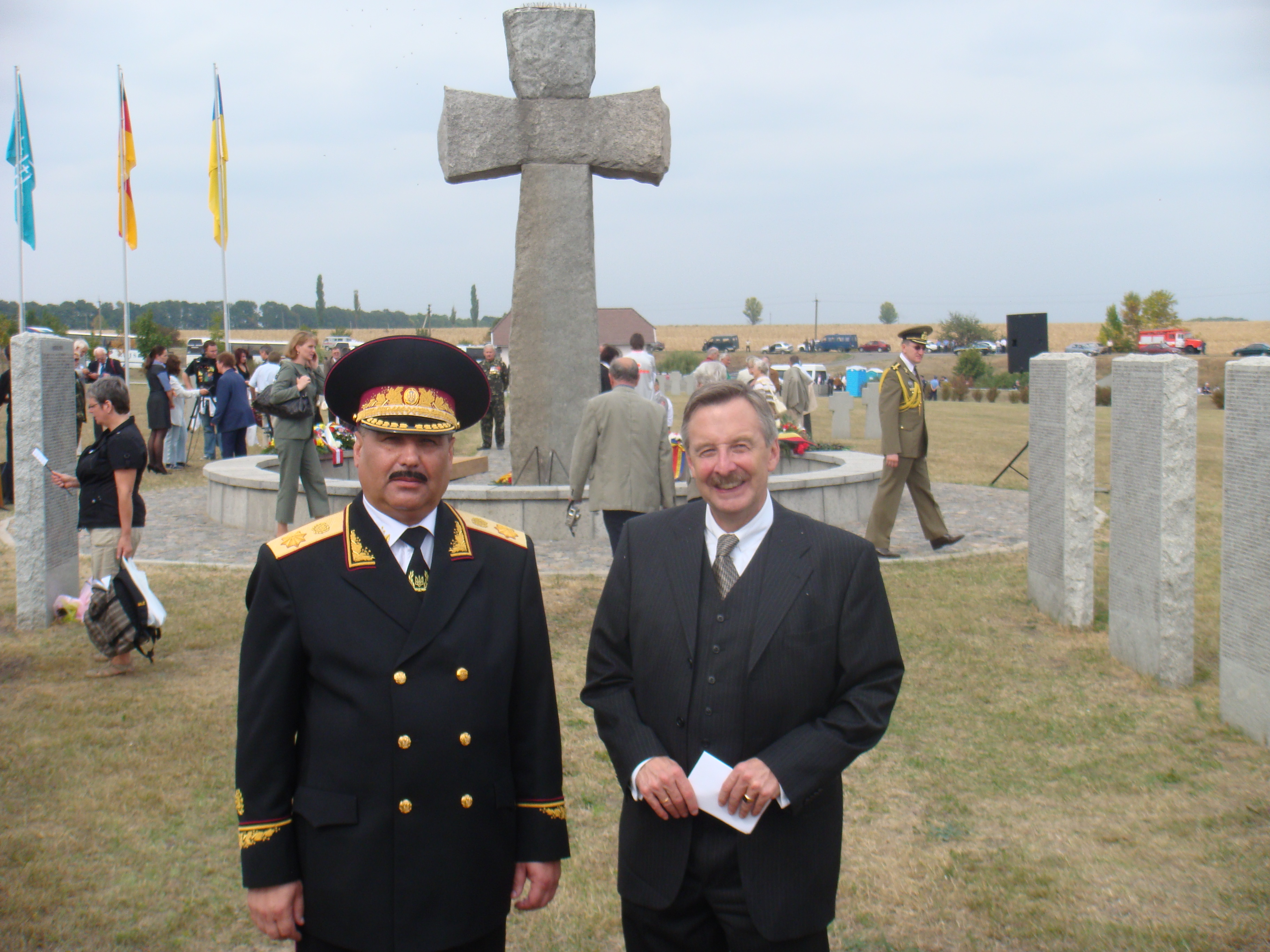
Микола Степаненко з Надзвичайним і Повноважним Послом Німеччини в Україні доктором Гансом-Юргеном Гаймзьотом у проекті «Примирення над могилами — спільна праця заради миру»

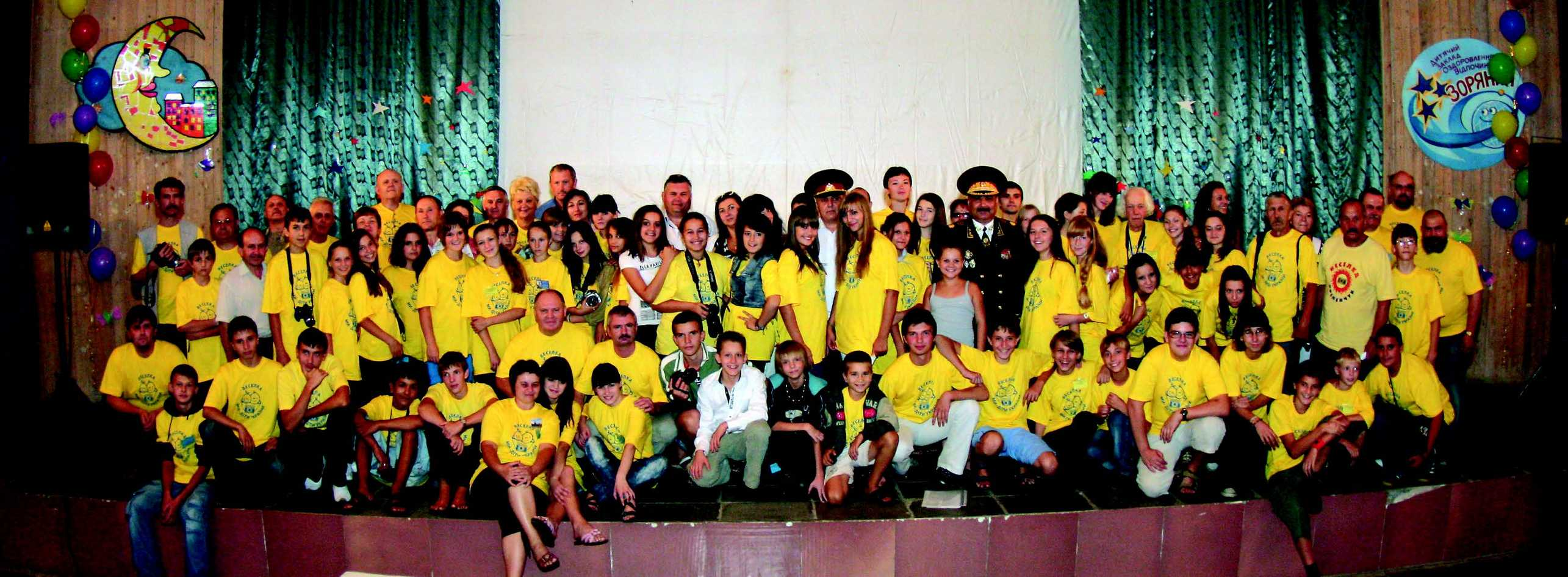
Микола Степаненко з учасниками Всеукраїнського фестивалю «Веселка»

Микола Іванович Степаненко (23 лютого 1960, Олександрія, Кіровоградська область — 8 березня 2023) — український політичний і громадський діяч, письменник, публіцист, дослідник, скульптор, лауреат Міжнародної премії імені Володимира Винниченка (2019).
Директор Міждержавного інституту українсько-казахстанських відносин ім. Н. А. Назарбаєва (з 2003), президент дитячої громадської організації «Дитячий Всесвіт» (з 2003), Гетьман громадської організації «Козацький рух України» (з 2006), директор науково-просвітницького центру «Відродження» Товариства «Знання» України (з 2009).

## Життєпис
Народився 23 лютого 1960 року в місті Олександрія Кіровоградської області.
Після закінчення Кременчуцької середньої школи № 23 у 1977 році почав свою трудову діяльність водієм спецавтогосподарства «Комунтранс».
У 1979 році призваний на дійсну військову службу і направлений в Групу Радянських військ у Німеччині. Командуванням і партійними органами Збройних Сил рекомендований на комсомольську, а потім на партійну роботу. У 1984 році закінчив Вищу партійну школу при ЦК КПРС.
Службу в радянській армії завершив у 1988 році на посаді голови партійної комісії політичного відділу оперативної групи Київського військового округу в Казахстані.
Протягом 1988—1991 року обіймав посаду секретаря партійної організації Крюківського кар'єроуправління Південної залізниці. Після розпаду СРСР займався приватною підприємницькою діяльністю, продовжуючи активну участь у громадському житті України.
Член Національної спілки журналістів України, член Української асоціації письменників художньо-соціальної літератури, член Спілки літераторів Кременчука «Славутич».
Помер 8 березня 2023 року.

## Громадська діяльність
З 1991 року брав активну і безпосередню участь у створенні та розгортанні діяльності Міжнародної громадської організації «Українське козацтво». Організатор козацького руху в Полтавській та Київській областях. Відроджуючи звичаї та традиції українського козацтва, пройшов шлях від сотника до гетьмана козацтва.
З 2001 року перший заступник Головного отамана міста Києва, а з 2003 року Генеральний хорунжий Українського козацтва, заступник Гетьмана України, народного депутата України Івана Біласа.
Гетьман громадської організації «Козацький рух України» (з 2006).
Засновник и директор Міждержавного інституту українсько-казахстанських відносин ім. Н. А. Назарбаєва (з 2003).
Засновник і президент дитячої громадської організації «Дитячий Всесвіт» (2003). За участю «Дитячого Всесвіту» відбуваються масштабні фестивалі декоративно-прикладного мистецтва «Моя родина», Всеукраїнський фестиваль кіно та телебачення «Веселка», Всеукраїнський конкурс юних фотоаматорів «Ми — діти України», Міжнародний молодіжний гончарський фестиваль. «Дитячий Всесвіт» багаторазовий учасник Всеукраїнської акції «Україна — дітям» у Палаці мистецтв «Український дім». Організатор виставок дитячих скульптур у Верховній Раді України, Кабінеті Міністрів України, Фонді культури України щодо створення Українського національного парку «Діти — Україні».
23 грудня 2009 року за рішенням Президії Товариства «Знання» України М.І Степаненка призначено директором Науково-просвітницького центру «Відродження».
У 2019 році обраний членом правління Українського фонду культури імені Бориса Олійника та членом правління Спілки літераторів Кременчука «Славутич».

## Політична діяльність
Один із засновників політичної партії України «Партія місцевого самоврядування» (ПАРМС), керівник Полтавської обласної організації (2009). 25 жовтня 2015 року кандидати від ПАРМС вперше брали участь у місцевих виборах.
12 серпня 2012 року — шляхом самовисування подав свою кандидатуру в народні депутати України.

## Напрями наукової діяльності
Дослідження історії Другої світової війни: З 2006 року Микола Степаненко бере активну участь у пошуковому русі України, з 2009 року очолює наукову роботу в ПП «Військові Меморіали». Проводить архівні дослідження, бере участь у польових археологічних експедиціях, виступає з пропозиціями до керівництва держави в питаннях увічнення пам'яті жертв війни та політичних репресій. Темами дослідження стають: найбільша битва у світовій історії — «Битва за Дніпро»; загибель німецького транспорту «Santa Fe»; діяльність таборів для утримання радянських військовополонених — Шталаг 346-А і Б у м. Кременчуці; участь казахстанців у визволенні України.
Дослідження історії вертолітної авіації за напрямком історії Кременчуцького льотного училища цивільної авіації. 2007—2009 роки — вивчає архіви, записує згадки ветеранів Кременчуцького льотного коледжу НАУ.
З 2003 Микола Степаненко проводить дослідження історії відносин між українським і казахстанським народами.
Дослідження в галузі хімії. Разом з видатним українським хіміком — академіком, доктором хімічних наук, професором Ю. Р. Колесніком у 2002 році створює унікальну вітчизняну технологію формування та виготовлення скульптур та макетів архітектурних пам'яток, яка в 5-ть разів дешевше за зарубіжні аналоги.
Дослідження пам'яток історії, архітектури та культури: автор проекту створення Національного парку «Міні — Україна». Доручення Прем'єр-міністра України від 18.04.2005 № 18479/1/1-05.

## Творча діяльність
Задатки скульптора у М. І. Степаненко помітив відомий радянський скульптор Лев Юхимович Кербель, до якого той був відкомандирований в якості помічника. До знакової зустрічі, Микола Степаненко в НДР вже відзначився тим, що реставрував пам'ятники радянським воїнам. Як потім з'ясувалось, одним із реставрованих пам'ятників був пам'ятник радянському солдату-визволителю на Зієловських висотах поблизу Берліна, створений Львом Кербелем ще в перші післявоєнні роки. Це зацікавило видатного скульптора, який проінспектував молодого реставратора і згодом став йому наставником у творчості.
- 1983 рік — пам'ятник воїнам-понтонерам, м. Франкфурт-на-Одері, Німеччина;
- 1984 рік — пам'ятник танкістам, м.Еберсвальде, Німеччина;
- 1988 рік — погруддя воїна-афганця Віктора Гаура, селище Талшик, Республіка Казахстан;
- 1991 рік — погруддя капітану-афганцю Геннадію Тимошенку, м.Черкаси, Україна;
- 1990 рік — погруддя Григорія Терещенко, м.Кременчук, Україна;
- 1994 рік — пам'ятник Наталі Резніченко, м. Кременчук, Україна;
- 1995 рік — фонтан «Дівчина біля озера», Крюківське кар'єроуправління Південної залізниці;
- 1998 рік — фонтан «Хлопчик-тритон-колокол» КВБЗ, м. Кременчук, Україна;
- 1997 рік — пам'ятник партизанам підпільникам, м. Кременчук, Україна[17];
- 2000 рік — пам'ятний знак з горельєфом Т. Г. Шевченка, м. Кременчук, Україна[18];
- 2002 рік — макети архітектурних пам'яток: «Софійський собор» (Київ), «Собор Василя Блаженного» (Москва).

## Книги
- «Казахстан — Україна: дружба, загартована полум'ям війни»: ПАТ «КВБЗ», 2013. — 64 с.[19];
- «Україна — Казахстан: цілина — епопея ентузіазму і дружби»: — Кременчук: ТОВ «Кременчуцька міська друкарня», 2017. — 176 с.;
- «Асамблея народу Казахстану — світовий феномен Назарбаєвської моделі національної злагоди»: — Кременчук: ТОВ «Кременчуцька міська друкарня», 2014. — 153 с.;
- «Казахстанський унікальний діалог світових релігій»: — Кременчук: ТОВ «Кременчуцька міська друкарня», 2014. — 148 с.;
- «Центральноазійський барс» ІІ книга (2016): — Київ: «Аверс», 2016. — 354 стр., — ISBN 978-966-7844-93-6;
- «Роль Казахстану в глобальних діях проти ядерної зброї»: — Кременчук: ТОВ «Кременчуцька міська друкарня», 2017. — 136 с., ISBN 978-617-641-058-4.
- Збірник: «На основі взаємної поваги і довіри»: — Дніпропетровськ: АРТ-ПРЕСС, 2015. — 748 с., ISBN 978-966-348-368-9:
- «Центральноазійський барс» І книга;
- «Україна і Казахстан в єдиному потоці історії»;
- «На основі взаємної поваги і довіри»;
- «Казахстан — Україна: дружба, загартована полум'ям війни»: ТОВ «Кременчуцька міська друкарня», 2018. — 68 с., ISBN 978-617-641-063-8.
- «Спадщина Великого Євразійського степу»: ТОВ «Кременчуцька міська друкарня», 2018. — 97 с[20].

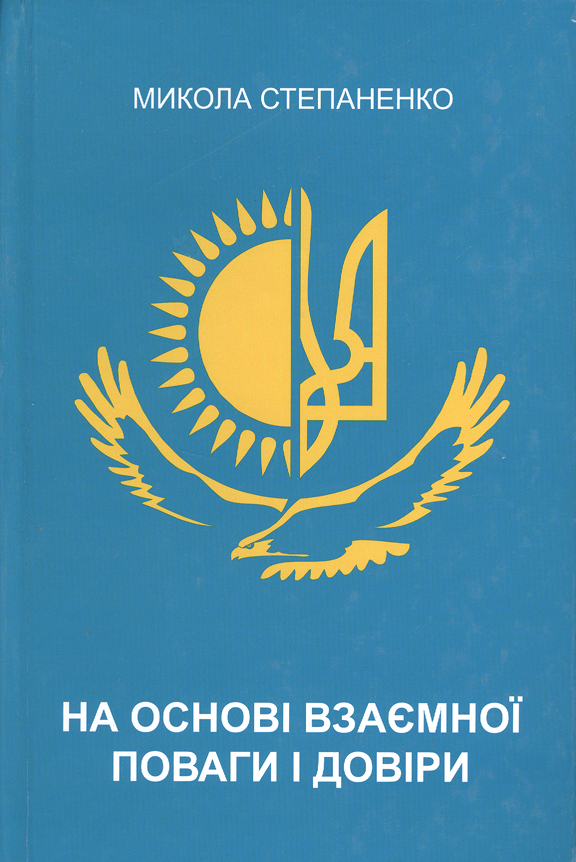
Палітурка збірника «На основі взаємної поваги і довіри».
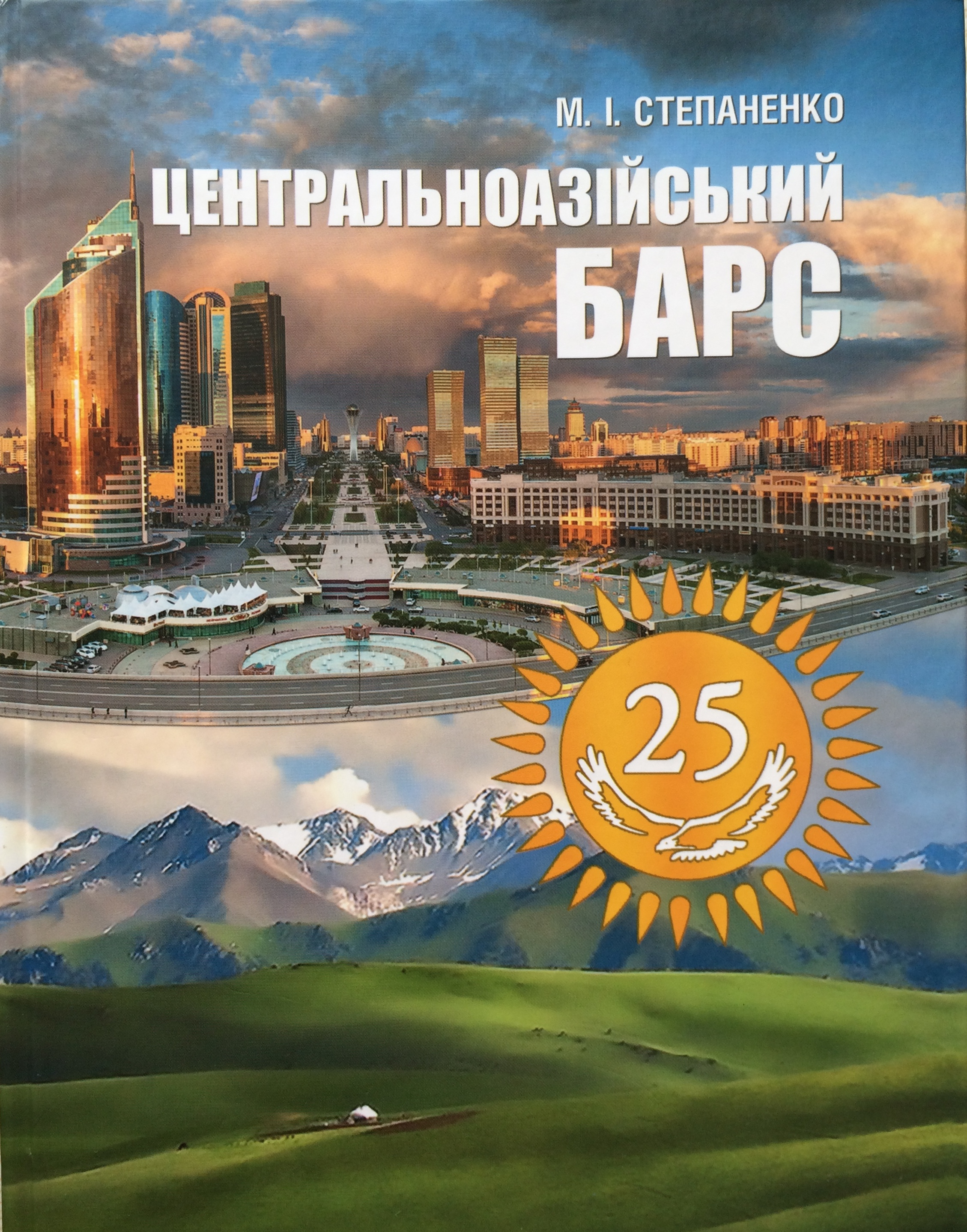
Палітурка книги «Центральноазійський барс».
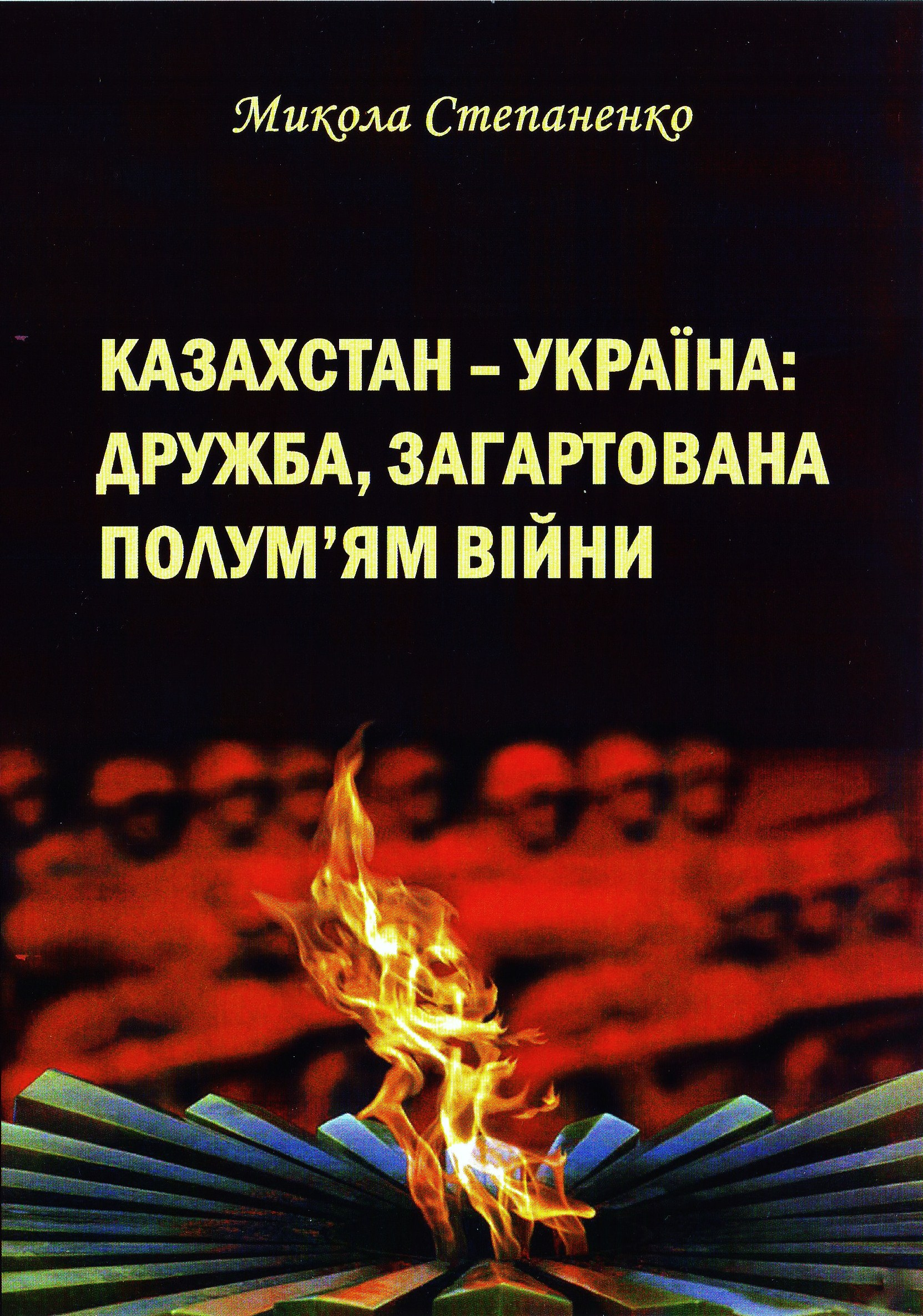
Обкладинка книги «Казахстан - Україна: дружба, загартована полум'ям війни».
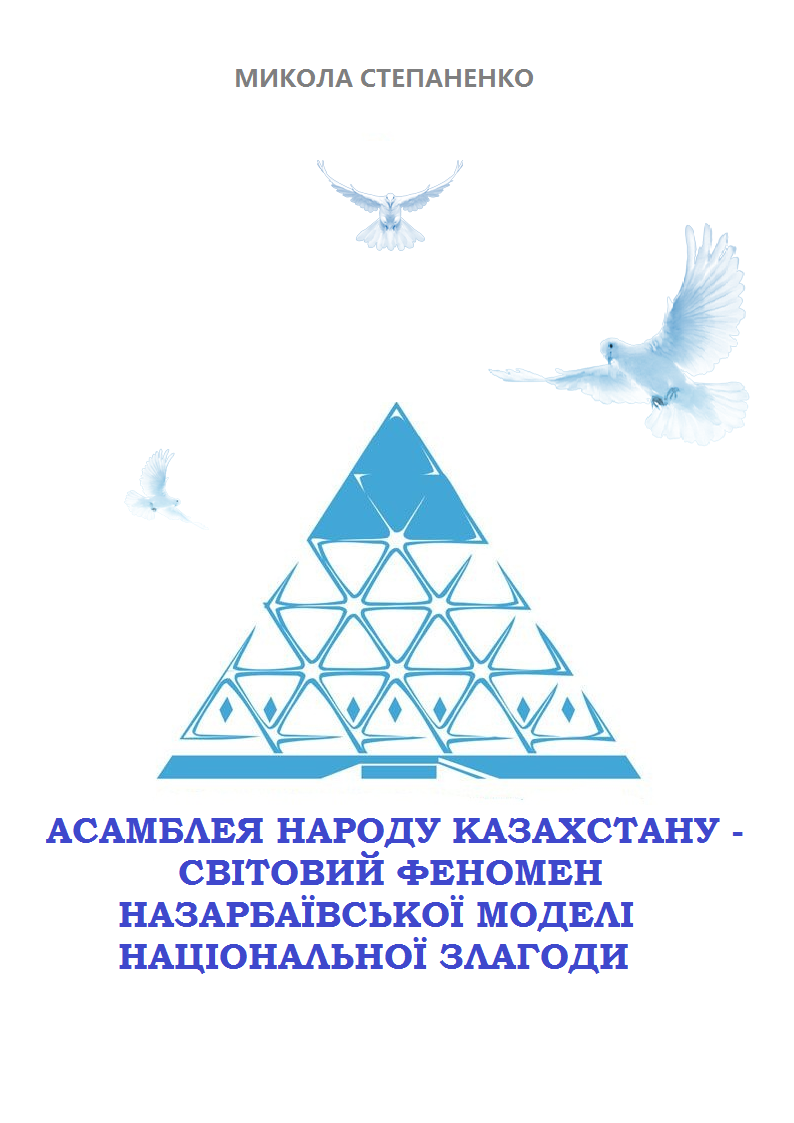
Обкладинка книги «Асамблея народу Казахстану — світовий феномен Назарбаєвської моделі національної злагоди».
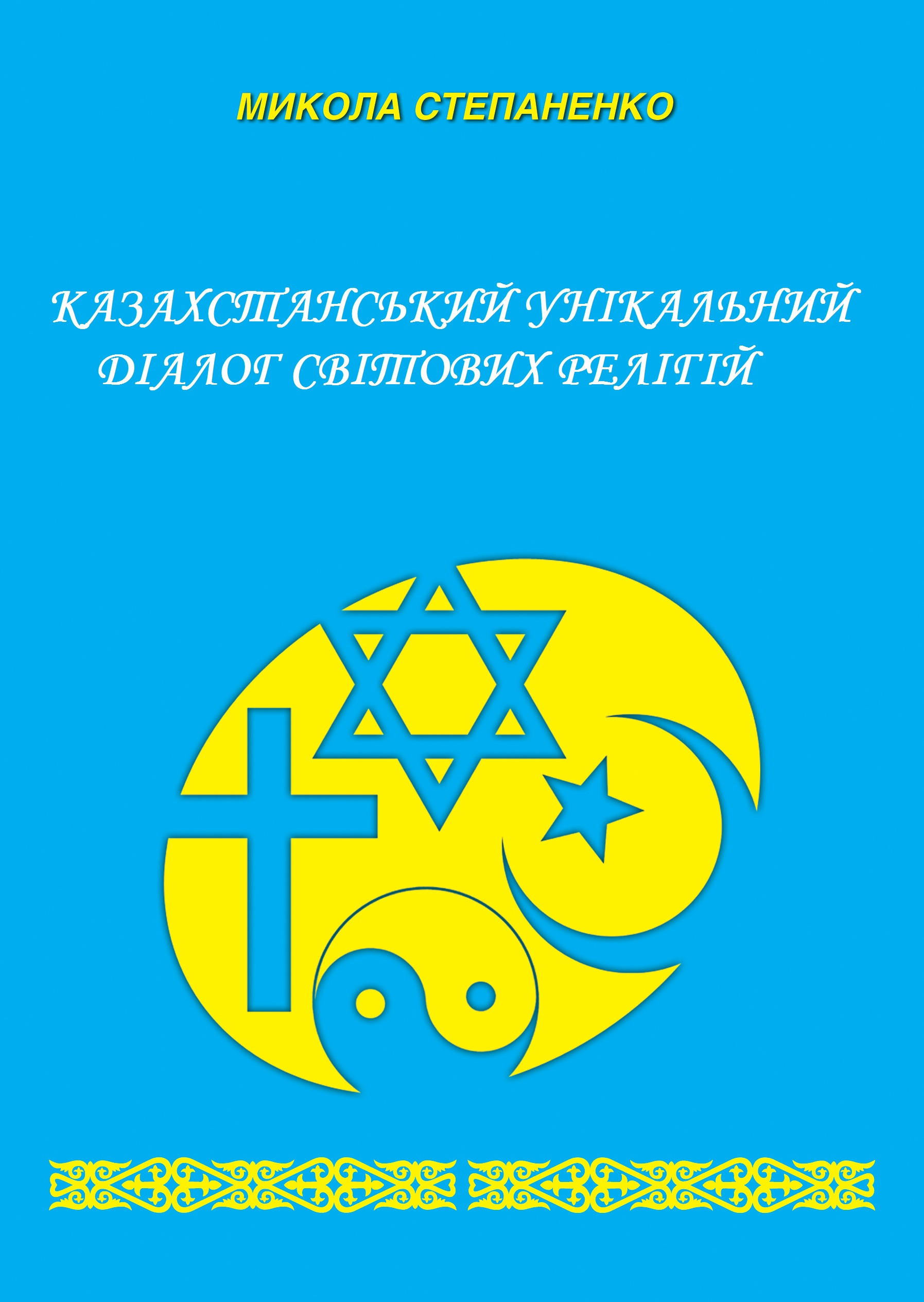
Палітурка книги  «Казахстанський унікальний діалог світових релігій».

## Статті
- «Казахстан — верный друг и надежный партнер Украины»[21]
- «Верность выбранному пути»[22]
- «Вклад Казахстана в обеспечение ядерной безопасности в мире отвечает интересам всего человечества»[23]
- «Президент Назарбаев снова оказался верен своему слову»[24]

## Відзнаки
- Медаль «Захиснику Вітчизни» (1999).
- Медаль «70 років Збройних Сил СРСР» (1988).
- Медаль «Артур Беккер»  — за значний внесок у розвиток дружби з Німеччиною (1983).
- Медаль «Артур Беккер» — за значний внесок у розвиток дружби з Німеччиною (1984).
- Медаль «Артур Беккер» — за значний внесок у розвиток дружби з Німеччиною (1985).
- Орден «Козацька честь» (2002).
- Медаль «За розбудову Українського козацтва» (2003).
- «Подяка Київського міського голови» — «За вагомий особистий внесок у відродженні українського козацтва», оголошена 19 січня 2004 року № 22158.
- Медаль «Гетьман Конашевич-Сагайдачний» (2004).
- Орден «Козацька слава» (2004).
- Подяка Українського державного центру позашкільної освіти Міністерства освіти і науки України (2004, 2016).
- Пам'ятний знак «На честь 65-річчя Товариства „Знання“ України», за вагомий внесок у поширення наукових знань та розвиток науки в Україні. Рішення Президії Товариства «Знання» України від 18 січня 2013 року.
- Ювілейна медаль «За вірність заповітам Кобзаря», Рішення Президії Правління Українського фонду культури № 9/03 від 07 березня 2014 року.
- AWAHD JF EXCELLENCE (Премія передового досвіду) Міністерства закордонних справ Республіки Казахстан та Клубу головних редакторів Казахстану — за видатний внесок у розвиток міжнародного конкурсу «Казахстан очами закордонних ЗМІ» 12 липня 2016 року.
- Ювілейна медаль «25 років незалежності Республіки Казахстан» № 07061 (каз. Қазақстан Республикасының тәуелсіздігіне 25 жыл) — за значний внесок у становлення державності, зміцнення суверенітету і в соціально-економічний розвиток Республіки Казахстан. Указ Президента Республіки Казахстан Н. А. Назарбаєва від 29 листопада 2016 року № 380[25].
- Міжнародна премія імені Володимира Винниченка (2019).
- Почесна відзнака «Золота зірка мецената» (УПЦ КП, 08 серпня 2019).
- Всеукраїнська літературно-мистецька премія УФК «Шануймо рідне…» імені Данила Бакуменка (2020).
- Орден Святого апостола Андрія Первозваного (УПЦ КП, 22 грудня 2020).
- Почесна відзнака «За подвижництво в культури», Рішення Президії Правління Українського фонду культури імені Бориса Олійника від 11 квітня 2020 року.
- Почесний знак «За заслуги перед містом», Рішення Кременчуцької міської ради від 23 квітня 2020 року.
- Лауреат Міждержавної українсько-казахстанської премії у галузі науки і техніки, Постанова Комітету з Міждержавних українсько-казахстанських премій у науки і техніки № 2 від 07 грудня 2020 року.
- Орден Святого Миколая Чудотворця (УПЦ КП), Указ Патріарха Київського і всієї Руси-України Філарета № 3261 від 01 січня 2021 року.

## Образ Миколи Степаненка в культурі
У Національній бібліотеці України імені В. І. Вернадського у грудні 2017 року на персональній виставці картин української художниці Наталії Мкртчян «Все буде добре!» пройшла презентація картини: «Гетьман Микола Степаненко», полотно льон / олія, 80 см х 65 см.
У 2020 році Національна бібліотека України імені В. І. Вернадського поповнилася новою книгою Федора Чужі «Малювання словом» — Кременчук: видавець ПП Щербатих О. В., 2020. — 400 с. ISBN 978-617-639-262-0. Видання розкриває літературне життя Миколи Степаненка та його діяльність на інших громадських постах.